# Pisgah National Forest
Pisgah National Forest er et beskyttet område, en såkaldt national forest i Appalacherne i den vestlige del af North Carolina, USA. Som andre national forests administreres den af United States Forest Service under det amerikanske landbrugsministerium.

## Historie
Skoven blev etableret i 1916, og var en af de første national forests i det østlige USA. I 1911 blev den såkaldte "Weeks Lov" vedtaget i Kongressen., og den gav regeringen ret til at opkøbe landområder og gøre disse til national forests i det østlige USA i lighed med de nationale skovområder, der allerede var etableret vest for Mississippi-floden. Nogle af de områder, der i dag udgør Pisgah National Forest var blandt de første, der blev opkøbt i overensstemmelse med denne lov.
I 1921 blev Boone National Forest slået sammen med Pisgah og i 1936 blev hovedparten af Unaka National Forest også lagt ind under Pisgah National Forest. I 1954 blev administrationen af skoven slået sammen med administrationen af Croatan National Forest og Nantahala National Forest. Senere blev også administrationen af Uwharrie National Forest tilføjet, så de fire tilbageværende national forests i North Carolina nu administreres under ét fælles navn, North Carolina National Forests med hovedkvarter i Asheville.
Amerikansk skovbrug og skovbrugsuddannelse har sine rødder i det, der nu er Pisgah. Den første skovbrugsskole i USA, Biltmore Forest School, kaldet "Skovbrugets Vugge", lå i den sydlige del af skoven og fungerede i slutningen af 1800-tallet og begyndelsen af 1900-tallet. Skolen blev drevet af George Washington Vanderbilt II, et barnebarn af Vanderbilt familiens "grundlægger", Cornelius Vanderbilt. Som leder af skolen havde Vanderbilt hentet tyskeren Carl A. Schenck. Både skovbrugsskolen og G. W. Vanderbilts hjem, Biltmore Estate, er nu en del af Pisgah National Forest.

## Geografi
Pisgah National Forest dækker et område på 2.064 km².  bjergterræn i den sydlige del af Appalacherne. Dele af bjergkæderne Blue Ridge Mountains og Great Balsam Mountains ligger inden for skovens område. I skovområdet ligger nogle af de højeste bjergtoppe i det østlige USA. Mount Mitchell, der er det højeste bjerg i USA øst for Mississippi-floden, ligger lige uden for grænsen til skoven.
Pisgah National Forest omfatter også omegnen af byen Asheville og områder i French Broad River dalen. Skovområdet dækker dele af 12 forskellige counties i den vest lige del af staten: Avery County, Buncombe County, Burke County, Caldwell County, Haywood County, Henderson County, McDowell County, Mitchell County, Watauga County og Yancey County.
Skoven omfatter 189 km² med urskov, hvoraf 4.000 hektar ligger i kløften Linville Gorge.  Hulesystemet Linville Caverns ligger i Pisgah National Forest i McDowell County nord for byen Marion.

## Administration
Pisgah National Forest er opdelt i fire skovdistrikter (ranger districts): Grandfather, Toecamne. French Broad og Pisgah distrikterne. Grandfather og Toecane ligger i den nordlige del af skovområdet og omfatter blandt andet Linville Gorge Wilderness, Mount Mitchell og Craggy Gardens. French Broad distriktet strækker sig langs grænsen til Tennessee fra Great Smoky Mountains National Park til Hot Springs. USA's længste vandresti, Appalachian Trail går gennem denne del af skoven. Pisgah skovdistriktet strækker sig på begge sider af Blue Ridge Parkway syd for byen Asheville langs Great Balsam Mountains.